# Trauma (Cœur de Pirate)
Trauma è un album di cover anglofone della cantante quebecchese Cœur de Pirate uscito il 14 gennaio 2014 in Canada e il 27 gennaio in Francia ed in Belgio.
È stato realizzato in collaborazione con la violoncellista Chloé Dominiguez e il musicista Renaud Bastien, che già aveva collaborato con la cantante per i suoi due primi album: Cœur de Pirate e Blonde. Più melodrammatiche, queste cover sono in contrasto con il loro genere più rock d'origine. Ad esempio il primo clip dell'album, You Know I'm No Good, non lascia intendere che un duo piano-voce.

## Lista delle tracce
1. Ain't No Sunshine – 2:05 (Bill Withers)
2. Heartbeats Accelerating – 3:41 (Kate ed Anne McGarrigle)
3. Summer Wine – 4:03 (Lee Hazlevood e Nancy Sinatra)
4. You Know I'm No Good – 4:10 (Amy Winehouse)
5. Music When the Lights Go Out – 3:09 (The Libertines)
6. Last Kiss – 3:38 (Wayne Cochran)
7. Lucille – 4:09 (Kenny Rogers)
8. Slow Show – 4:14 (The National)
9. Bottom of the World – 4:53 (Tom Waits)
10. Dead Flowers – 4:44 (The Rolling Stones)
11. The Great Escape – 3:09 (Patrick Watson)
12. Flume – 3:44 (Bon Iver)

Durata totale: 45:39